# Diretmichthys parini
Dirette de Parin
Espèce
Synonymes
- Diretmoides parini Post & Quéro, 1981[1] [2]

Diretmichtys parini, la Dirette de Parin, est une espèce de poissons abyssaux découverte au large de l'Afrique.

## Systématique
L'espèce Diretmichthys parini a été initialement décrite en 1981 par Alfred Post (d) et Jean-Claude Quéro (d) sous le protonyme de Diretmoides parini. 

## Habitat et répartition
La Dirette de Parin se rencontre à des profondeurs comprises entre 500 et 2 000 m voire plus profondément encore. Ce poisson, initialement décrit comme tropical et subtropical, a été également signalé en Islande (1992 et 2016) et en Norvège, en particulier non loin de l'archipel du Svalbard, en 2015, 2017 puis en octobre 2021 : c'est un effet présumé du réchauffement climatique.

## Description
Ce poisson mesure adulte jusqu'à 40 cm et, comme de nombreux poissons des profondeurs (Cœlacanthe…), il peut vivre plusieurs dizaines d’années (plus de 33 ans). Sa croissance est lente et il se nourrit de planctons.

## Étymologie
Son épithète spécifique, parini, lui a été donnée en l'honneur de l'ichtyologiste et biologiste marin Nikolai Vasilyevich Parin (d) (1932-2012), directeur du Laboratoire d'ichtyofaune océanique à Moscou, qui a notamment mis en évidence trois espèces de Diretmidae.

## Publication originale
- Alfred Post et Jean-Claude Quero, « Révision des Diretmidae (Pisces, Trachichthyoidei) de l'Atlantique, avec description d'un nouveau genre et d'une nouvelle espèce », Cybium, Muséum national d'histoire naturelle, vol. 5, no 1,‎ 1981, p. 33-60 (ISSN 0399-0974 et 2101-0315, lire en ligne).